# Ocnogyna corsicum
Ocnogyna corsicum är en fjärilsart som beskrevs av Jules Pièrre Rambur 1832. Ocnogyna corsicum ingår i släktet Ocnogyna och familjen björnspinnare. Inga underarter finns listade i Catalogue of Life.

## Bildgalleri

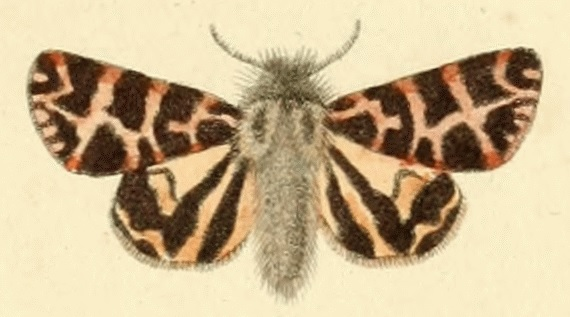
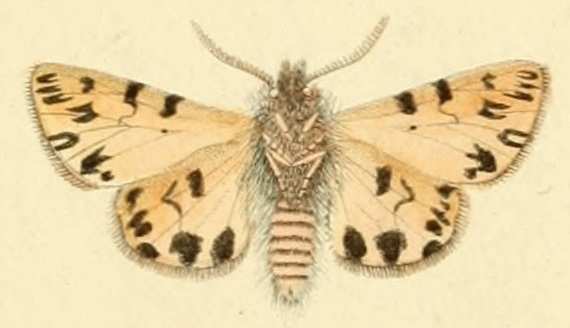
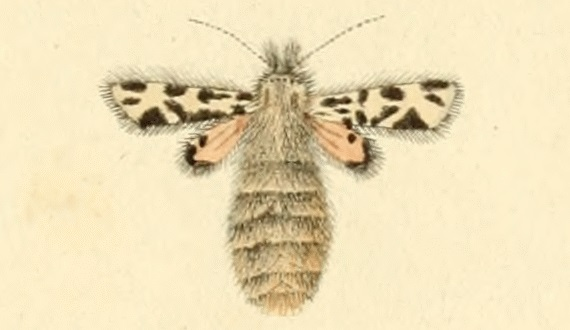
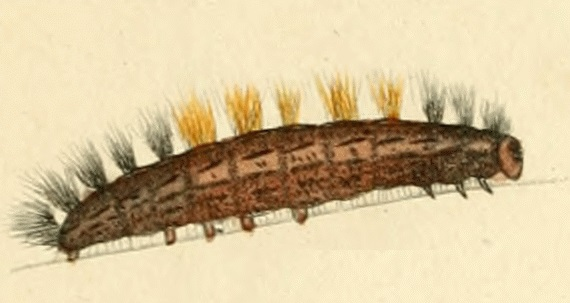
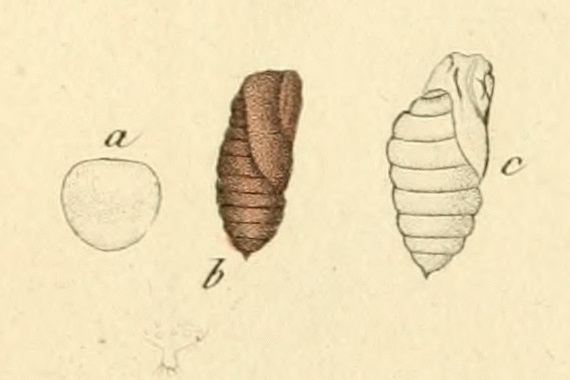